# Arismendi (Nueva Esparta)
Arismendi is een gemeente in de Venezolaanse staat Nueva Esparta. De gemeente telt 30.300 inwoners. De hoofdplaats is La Asunción.